# Stadtsulza
Als Stadtsulza wurde bis Anfang des 20. Jahrhunderts der Hauptort von Bad Sulza im Landkreis Weimarer Land in Thüringen bezeichnet. Der Ort gehörte seit Mitte des 15. Jahrhunderts zum ernestinischen Amt Roßla, welches 1572 zu Sachsen-Weimar, 1603 zu Sachsen-Altenburg, 1672 wieder zu Sachsen-Weimar und 1741 zu Sachsen-Weimar-Eisenach kam. Bei der Verwaltungsreform des Großherzogtums Sachsen-Weimar-Eisenach kam der Ort 1850 zum Verwaltungsbezirk Weimar II (Verwaltungsbezirk Apolda).
Die Ortsbezeichnung Stadtsulza wurde nach der Vereinigung mit Dorfsulza und Bergsulza nicht mehr im Amtsgebrauch verwendet. Heute ist der Begriff Stadtmitte eher im Umlauf und gilt als Stadtteil von Bad Sulza. Zu Stadtsulza gehört die Siedlung Oberneusulza.
Zu Stadtsulza finden sich folgende Angaben:
- „Stadtsulza, amtlich jetzt Badsulza, Stadt in S.-Weimar, an der Ilm, (1910) mit Bergsulza 3055 E., sechs Solquellen, Solbadeanstalten, Gradieranlagen, Baugewerken-, Tischlerschule.“[2]
- „Sulza (Stadtsulza, Bad Sulza), Stadt im sachsen-weimar. Verwaltungsbezirk II (Apolda), an der Ilm, Knotenpunkt der Staatsbahnlinien Bebra – Weißenfels und Straußfurt – Großheringen, hat 2 evangelische Kirchen, eine höhere Knabenschule, ein Technikum, ein Solbad. (1906: 2800 Kurgäste), eine Kinderheilanstalt, ein Sanatorium, Woll- und Filzwarenfabrikation und (1905) 2849 Einw. Dabei die Meiningen gehörende Saline Oberneusulza. Sulza erhielt 1064 Stadtrechte. […]“[3]